# Taylor Mead
Taylor Mead (né le 31 décembre 1924 à Grosse Pointe dans le Michigan et mort le 8 mai 2013 à Denver dans le Colorado) est un acteur, poète et peintre américain. 
Il est connu pour être une figure phare du répertoire cinématographique underground d'Andy Warhol dont Tarzan and Jane Regained… Sort of en 1963 et  Taylor Mead's Ass en 1964.

## Biographie
Taylor Mead naît à Grosse Pointe dans le Michigan au sein d'une famille aisée. Ses parents se séparent peu de temps avant sa naissance.
Il est une des figures de la Factory où se réunissent les membres de la scène artistique new-yorkaise des années 1960. C'est là qu'il est remarqué par Andy Warhol, criant des vers à la foule, attablé au comptoir d'un café. Avec son appui, il devient rapidement l'un des artistes les plus appréciés du maître du pop art, qui lui propose de tourner dans pas moins de onze films entre 1963 et 1968. Pourtant, c'est dans le film The Flower Thief, réalisé par le réalisateur expérimental Ron Rice en 1960, qu'il fait ses débuts, déambulant dans les rues embrumées de San Francisco. C'est à partir de cette époque qu'il est surnommé « la première star du cinéma underground » par  le critique James Lewis Hoberman (en). 
Aux côtés de Wahrol, Taylor Mead acquiert la célébrité en figurant dans plusieurs films à caractère insolite, dont Taylor Mead's Ass en 1964.
En 1967, il joue dans une partie de la pièce surréaliste Le Désir attrapé par la queue de Pablo Picasso, présentée pour la première fois lors d'un festival à Saint-Tropez. Il réalise la même année un journal filmé, European Diaries, de 24 minutes 
Dans les années 1970, Gary Weis (en) réalise quelques courts-métrages intitulés Taylor Mead's Cat, mettant en scène Taylor Mead dans la cuisine de son appartement de Ludlow Street à Manhattan, en train de discuter avec son chat. Parallèlement à son métier d'acteur, Taylor continue de s'adonner à la poésie en présentant ses créations au Bowery Poetry Club, qu'il prend l'habitude de fréquenter.  
Il fait par ailleurs l'objet d'un documentaire, Excavating Taylor Mead, présenté au festival du film de Tribecca en 2005, qui le montre en train de nourrir les chats d'un cimetière de East Village, après avoir fait la tournée des bars. Admiré par le cinéaste Jim Jarmusch,, il apparaît dans l'un de ses films, Coffee and Cigarettes en 2003, où il incarne un concierge en pause café qui refuse de reprendre le travail.
Il décède d'un accident vasculaire cérébral le 8 mai 2013, lors d'un déplacement à Denver dans le Colorado. Il était âgé de 88 ans.

## Filmographie partielle
- 1960 : The Flower Thief de Ron Rice
- 1962 : Lemon Hearts de Vernon Zimmerman
- 1962 : Too Young, Too Immoral de Raymond Phelan
- 1963 : Hallelujah the Hills d'Adolfas Mekas
- 1963 : Queen of Sheba Meets the Atom Man de Ron Rice
- 1963 : Tarzan and Jane Regained… Sort Of d'Andy Warhol
- 1964 : Babo 73 de Robert Downey, Sr.
- 1964 : Couch d'Andy Warhol
- 1964 : Taylor Mead's Ass d'Andy Warhol
- 1967 : European Diaries, de Taylor Mead
- 1967 : The Illiac Passion de Gregory Markopoulos
- 1967 - 1969 : Imitation of Christ d'Andy Warhol
- 1967 - 1969 : The Nude Restaurant d'Andy Warhol
- 1967 - 1968 : Lonesome Cowboys d'Andy Warhol
- 1968 : San Diego Surf d'Andy Warhol
- 1969 : The Secret Life of Hernando Cortez de John Chamberlain
- 1970 : Brand X de Wynn Chamberlain
- 1980 : Union City de Marcus Reichert
- 1990 : C'est vrai ! (One Hour) de Robert Frank
- 1992 : Last Supper de Robert Frank
- 1996 : Taylor Mead Unleashed de Sebastian Piras
- 1999 : Ecstasy In Entropy de Nick Zedd
- 2003 : Coffee and Cigarettes de Jim Jarmusch
- 2005 : Excavating Taylor Mead de William A. Kirkley
- 2005 : Electra Elf: The Beginning de Nick Zedd
- 2006 : Man Under Wire de Josh Bishop
- 2011 : The Party in Taylor Mead's Kitchen de Jeffrey Wengrofsky